# Cap Vauxhall
Vauxhall eller Wauxhall, normalt kallat Cap Vauxhall, var ett nöjesetablissemang i nuvarande Cap-Haitien på Haiti, dåvarande Cap-Francais i Saint-Domingue.
Cap Vauxhall grundades av immigranten Pamelart efter förebilden Vauxhall Tea Gardens i London från 1732, i Carenage norra delen av staden 1776. Det var då en innovation i kolonierna och unik i Västindien. Lokalen fungerade som en mötesplats för tedrickning, sällskapsspel och läsning. Det var också populärt som festlokal. Där hölls regelbundet offentliga baler mot inträde, och stadens fria färgade arrangerade fest där varje söndag. Cap Vauxhall tvingades stänga 1777 på grund av etniska konflikter, då vita gäster stängdes ute från de färgade balerna, och dess ägare såg sig tvungen att börja tillämpa den rassegregation som sedan öppnandet av Comédie du Cap 1764 hade varit obligatorisk i alla offentliga etablissemang. Detta tilldrog sig stor uppmärksamhet. Framför allt hade vita män protesterat då de hade utestängts från att få träffa färgade kvinnor för sexuella förbindelser. Cap Vauxhall introducerade dock ett nytt nöjesetablissemang i Saint-Domingue, som snabbt blev populärt, och nya "Vauxhalls" grundades därefter överallt i kolonin.  